# Hôtel de ville de Castelnau-Montratier
L'hôtel de ville est un bâtiment situé place Gambetta et rue de l'Église, à Castelnau-Montratier, dans le département français du Lot en France.

## Historique
L'édifice est inscrit au titre des monuments historiques le 29 avril 1971.